# Дрогоміловиці
Дрогоміловиці (пол. Drogomiłowice, нім. Dromsdorf-Lohnig) — село в Польщі, у гміні Уданін Сьредського повіту Нижньосілезького воєводства.
Населення — 147 осіб (2011).
У 1975-1998 роках село належало до Легницького воєводства.

## Демографія
Демографічна структура станом на 31 березня 2011 року:
|          | Загалом | Допрацездатний вік | Працездатний вік | Постпрацездатний вік |
| -------- | ------- | ------------------ | ---------------- | -------------------- |
| Чоловіки | 76      | 10                 | 56               | 10                   |
| Жінки    | 71      | 14                 | 41               | 16                   |
| Разом    | 147     | 24                 | 97               | 26                   |